# Eppertia aptera
Eppertia aptera är en kackerlacksart som först beskrevs av Karlis Princis 1966.  Eppertia aptera ingår i släktet Eppertia och familjen storkackerlackor. Inga underarter finns listade i Catalogue of Life.